# Chung Hoon
Pour les articles homonymes, voir Hoon.
Chung Hoon est un judoka sud-coréen né le 29 avril 1969.

## Biographie
Il dispute les Jeux olympiques d'été de 1992 à Barcelone où il remporte une médaille de bronze.

## Palmarès

### Jeux olympiques
- Jeux olympiques d'été de 1992 à Barcelone
  -  Médaille de bronze en -71 kg[1]

### Championnats du monde
- Championnats du monde de judo 1991
  -  Médaille de bronze en -71 kg
- Championnats du monde de judo 1993
  -  Médaille d'or en -71 kg